# Metaplan
Metaplan, früher als Quickborner Team bekannt, ist eine Unternehmensberatung mit Hauptsitz in Quickborn bei Hamburg.

## Geschichte
Der Ursprung der Firma geht zurück auf die Brüder Wolfgang Schnelle und Eberhard Schnelle, die 1959 die Firma KG Organisationsteam Eberhard und Wolfgang Schnelle GmbH gründeten. Ihr Geschäftsfeld war die Planung von Büroraumgestaltungen. 1961 zog die Firma nach Quickborn und änderte 1965 ihren Namen in Quickborner Team Gesellschaft für Planung und Organisation mbH, üblicherweise kurz als Quickborner Team bezeichnet.
Das Quickborner Team wurde mit dem Konzept der Bürolandschaft nicht nur in Architekturkreisen bekannt. Der Ansatz, Büroraum als flexibel und anpassungsfähig zu halten, wurde als Gegenentwurf zu den populären zweckrationalen Modellen verstanden. Für öffentliche Aufmerksamkeit sorgte Anfang der 1970er Jahre der Auftrag zur Planung des neuen Bundeskanzleramts in Bonn.
1972 teilte sich die Firma, in das schon bekannte Quickborner Team, welches weiterhin in der Arbeit den Fokus auf Bürokonzepte legte – und die neu gegründete Metaplan GmbH, die sich auf Entscheidertrainings und Moderationsführung spezialisierte. Mit der Zeit entwickelte sich der Ansatz weiter in Richtung Organisationsberatung. Heute hat Metaplan Niederlassungen in Quickborn, Zürich, Versailles, Princeton, Shanghai und Singapur. Seit 1995 ist Thomas Schnelle geschäftsführender Gesellschafter.
Das Quickborner Team existierte bis 2015, dann fusionierte es mit dem Beratungsunternehmen macon zur combine Consulting GmbH.

## Moderationsmethoden
Bekanntheit erlangte das Unternehmen insbesondere durch die von ihr entwickelte Metaplan-Methode. Mit der Metaplan-Methode werden Diskussionen auf Moderationswänden visualisiert und strukturiert. Heute wird diese Form der Gesprächs- und Workshopführung in verschiedenen Bereichen angewandt. Neben der Anwendung in Wirtschaftsunternehmen, ist die Methode insbesondere im Bildungssektor und Kulturmanagement, sowie in der Forschung verbreitet.
Ein Werkstattzirkel ist ein auf spezifische Bedürfnisse der deutschen Wirtschaftskultur zugeschnittener Qualitätszirkel. Im Vergleich zu diesem werden die Teilnehmenden eines Werkstattzirkels je nach Bezug zum vorher definierten Thema ausgewählt und er hat eine vorgegebene Aufgabe und Bearbeitungsdauer. Er ist ein sehr projektorientiertes, alle aktivierendes und pragmatisches Instrument (Projektgruppe) der Mitarbeiterbeteiligung.
Die laterale Führung umschreibt die Situation der Führung ohne direkte Weisungsbefugnis. Die Einflussnahme auf die Willensbildung und das Handeln innerhalb einer Organisation geschieht ohne direkte Hierarchiebeziehung. Aufgrund der unterschiedlichsten Organisationsformen in sozialen Gemeinschaften (wie es auch Unternehmen darstellen) sind Führungskräfte mit verschiedensten Führungssituationen konfrontiert, darunter die der lateralen Führung.